# Fresh Beat, a kémcsapat
A Fresh Beat, a kémcsapat (eredeti cím: Fresh Beat Band of Spies) 2015 és 2016 között vetített amerikai-kanadai számítógépes animációs kalandsorozat, amelyet Nadine Van der Velde és Scott Kraftamit alkotott. A sorozatot az Amerikai Egyesült Államokban 2015. június 15-én a Nickelodeon mutatta be, Magyarországon 2016. március 27-én mutatták be a Nick Jr.-on.

## Ismertető
A Fresh Beat egy kémcsapat, amely szokatlan rejtélyeket old meg városukban, tehetségük és menő kütyük segítségével.

## Szereplők
| Szereplő | Eredeti hang          | Magyar hang       |
| -------- | --------------------- | ----------------- |
| Twist    | Jon Beavers           | Markovics Tamás   |
| Kiki     | Yvette Gonzalez-Nacer | Nemes Takách Kata |
| Marina   | Tara Perry            | Csuha Bori        |
| Shout    | Tommy Hombson         | Magyar Bálint     |

## Évados áttekintés
| Évad | Évad | Epizód | Hivatalos premier | Hivatalos premier | Magyar premier    | Magyar premier     |
| Évad | Évad | Epizód | Évadpremier       | Évadfinálé        | Évadpremier       | Évadfinálé         |
| ---- | ---- | ------ | ----------------- | ----------------- | ----------------- | ------------------ |
|      | 1    | 20     | 2015. június 15.  | 2016. január 22.  | 2016. március 27. | 2016. december 18. |

## Epizódok
| #   | Hivatalos cím      | Magyar cím                 | Rendezte     | Írta                             | Hivatalos premier    | Magyar premier     |
| --- | ------------------ | -------------------------- | ------------ | -------------------------------- | -------------------- | ------------------ |
| 1.  | The Wow Factor     | Az Ejha! Faktor            | Chuck Sheetz | Michael Ryan                     | 2015. június 15.     | 2016. március 27.  |
| 2.  | Trophy Trouble     | Lopott trófeák             | Chuck Sheetz | Evan Gore & Heather Lombard      | 2015. június 17.     | 2016. március 30.  |
| 3.  | Mummy Mayhem       |                            | Chuck Sheetz | Hadley Klein                     | 2015. június 19.     | 2016. március 28.  |
| 4.  | Rocket Ship Alien  |                            | Chuck Sheetz | Evan Gore & Heather Lombard      | 2015. június 20.     | 2016. március 29.  |
| 5.  | Fruit Racer Game   | Őrült Gyümölcs Verseny     | Chuck Sheetz | Hadley Klein                     | 2015. június 22.     | 2016. március 31.  |
| 6.  | Singing Pirate     |                            | Chuck Sheetz | Andy Rheingold & Ray DeLaurentis | 2015. június 24.     |                    |
| 7.  | Werewolf Hairwolf  | Szőrspray hajspray         | Chuck Sheetz | Hadley Klein                     | 2015. június 26.     | 2016. április 2.   |
| 8.  | Masked Wrestler    | A maszkos birkózó          | Chuck Sheetz | Evan Gore & Heather Lombard      | 2015. június 27.     | 2016. április 3.   |
| 9.  | Cute Crook         | Cukiságok cukisága         | Chuck Sheetz | Kevin Sullvivan                  | 2015. június 29.     | 2016. április 4.   |
| 10. | Wild Outlaw        | A törvényen kívüli         | Chuck Sheetz | Hadley Klein                     | 2015. július 1.      | 2016. május 30.    |
| 11. | Bo's Birthday Bash | A partitolvaj              | Chuck Sheetz | David Lewman                     | 2015. július 3.      | 2016. május 29.    |
| 12. | Fake Fresh Beats   | A Fresh Beat rablók        | Chuck Sheetz | Evan Gore & Heather Lombard      | 2015. július 27.     | 2016. május 31.    |
| 13. | Dance Bots         | Top robot verseny          | Chuck Sheetz | Tom Krajewski                    | 2015. július 29.     | 2016. június 1.    |
| 14. | Band of Pirates    | A kalózkapitány kincse     | Chuck Sheetz | Dave Lewman                      | 2015. július 31.     | 2016. június 2.    |
| 15. | Frozen Fresh Beats | Fagyos Fresh Beats         | Chuck Sheetz | Tom Krajewski                    | 2015. szeptember 21. | 2016. június 3.    |
| 16. | Bunnies Go Bananas | A nyulak a banánt szeretik | Chuck Sheetz | Hadley Klein                     | 2015. szeptember 23. | 2016. június 4.    |
| 17. | Ghost of Rock      | A rock szelleme            | Chuck Sheetz | Tom Krajewski                    | 2015. október 19.    | 2016. április 5.   |
| 18. | Christmas 2.0.     | Karácsony 2.0              | Chuck Sheetz | Tom Krajewski                    | 2015. december 15.   | 2016. december 18. |
| 19. | Sneaky Snakers     | Trükkös tornacipő          | Chuck Sheetz | Analise McNeill                  | 2016. január 15.     | 2016. június 5.    |
| 20. | Fresh Beat Babies  | Fresh Beat babák           | Mike Sheill  | Anne Fryer                       | 2016. január 22.     | 2016. június 6.    |